# Crustorhabditis
Crustorhabditis ist eine Gattung der Fadenwürmer mit fünf Arten. Sie besiedeln Seegras-Ablagerungen an Stränden und sind Symbionten auf den Mundwerkzeugen von semiterrestrischen Krabben und Flohkrebsen.

## Merkmale
Crustorhabditis sind 0,785 bis 3,98 mm lang. Die Kutikula ist quer- und längsgestreift. Die Mundöffnung ist von sechs, etwa gleich großen Lippen umgeben, die an der Außenseite abgerundet, an der Innenseite scharf sind. Die Mundhöhle ist 23 bis 34 μm lang und ohne kutikularisiertes Cheilostom. Jedes Metarhabdion trägt zwei schräg orientierte Zähnchen. Der Pharynx weist einen mittigen Kolben mit Klappen auf. Das Ausscheidungssystem ist H-förmig. Die Vulva liegt weit hinten, bei 82 bis 94 % der Körperlänge. Die weiblichen Geschlechtsorgane sind unpaar, der Schwanz der Weibchen ist konisch und dolchartig und hat ein seitliches Kutikulasegel. Die Bursa copulatrix ist offen, das Peloderan von 10 Papillen gestützt, von denen zwei vor der Kloake liegen. Am Samenleiter gibt es ein Paar Blindsäcke. Die Spicula sind 38 bis 71 μm lang, kräftig und über zwei Drittel ihrer Länge verschmolzen. Sie formen mit ihren seitlich-bauchseitigen Ausläufern einen nahezu geschlossenen Kanal. Das spatelförmige Gubernaculum bedeckt 41 bis 54 % der Spicula.
Die Gattung ähnelt am ehesten der Gattung Distolabrellus (Anderson, 1983), hier sind aber drei größere und drei kleinere Lippen ausgebildet und die Spicula sind nur bis etwa zur Hälfte verschmolzen.

## Systematik
Zur Gattung gehören folgende Arten:
- Crustorhabditis chitwoodi Nicholas, 2004
- Crustorhabditis ocypodis (Chitwood, 1935)
- Crustorhabditis riemanni Sudhaus, 1974
- Crustorhabditis scanica Allgén, 1949
- Crustorhabditis stasileonovi Belogurov, 1977